# Sarmenstorf
Sarmenstorf (schweizertyska: Saarmischtorf) är en ort och kommun i distriktet Bremgarten i kantonen Aargau, Schweiz. Kommunen har 3 118 invånare (2023).